# 藤田美樹
藤田 美樹（ふじた みき、1975年6月27日 - ）は日本の企業経営者、弁護士。

## 来歴
広島県生まれ。東京大学に入学。大学1年の時に刑事訴訟法の授業で無罪推定の原則に強く感銘を受け、弁護士を目指すきっかけになったという。同大学法学部第1類（私法コース）を卒業し。
2001年10月18日に弁護士登録し、同月に西村総合法律事務所入所。
2008年2月 ニューヨーク州弁護士。
2018年6月26日 （株）リセを設立し、代表取締役に就く。リーガルテック業界で唯一の女性社長となった。

## 略歴
- 1998年3月 - 東京大学法学部第1類（私法コース）卒業[4]。
- 2001年10月18日 - 弁護士登録。
- 2001年10月 - 西村総合法律事務所入所（〜2018年）。
- 2006年 - デューク大学ロースクール修了（LL.M修得）。
- 2007年9月 - Hughes Hubbard and Reed法律事務所（英語版）勤務。
- 2008年2月 - ニューヨーク州弁護士登録。
- 2015年7月 - （株）SMBC信託銀行勤務。
- 2018年6月26日 - （株）リセを設立。代表取締役。
- 2019年1月 - AsiaWise法律事務所カウンセル。
- 2019年12月 - 第一生命ライフパートナー法人社外監査役。
- 2023年10月 - 楽天証券ホールディングス（株）社外監査役。